# Yoriko Okamoto
Yoriko Okamoto (n. 6 septembrie 1971, Kadoma, Japonia) este o sportivă ce a reprezentat Japonia, medaliată olimpică. A participat la 3 ediții ale Jocurilor Olimpice (2000, 2004, 2008) în care a câștigat o medalie de bronz.